# ヴィーナスGP
ヴィーナスGP（ヴィーナスグランプリ）は、姫路セントラルパークのローラーコースター。かつてはスペースワールドに存在していた。本記事では前身の「スパイラル彗星ヴィーナス」についても記述する。

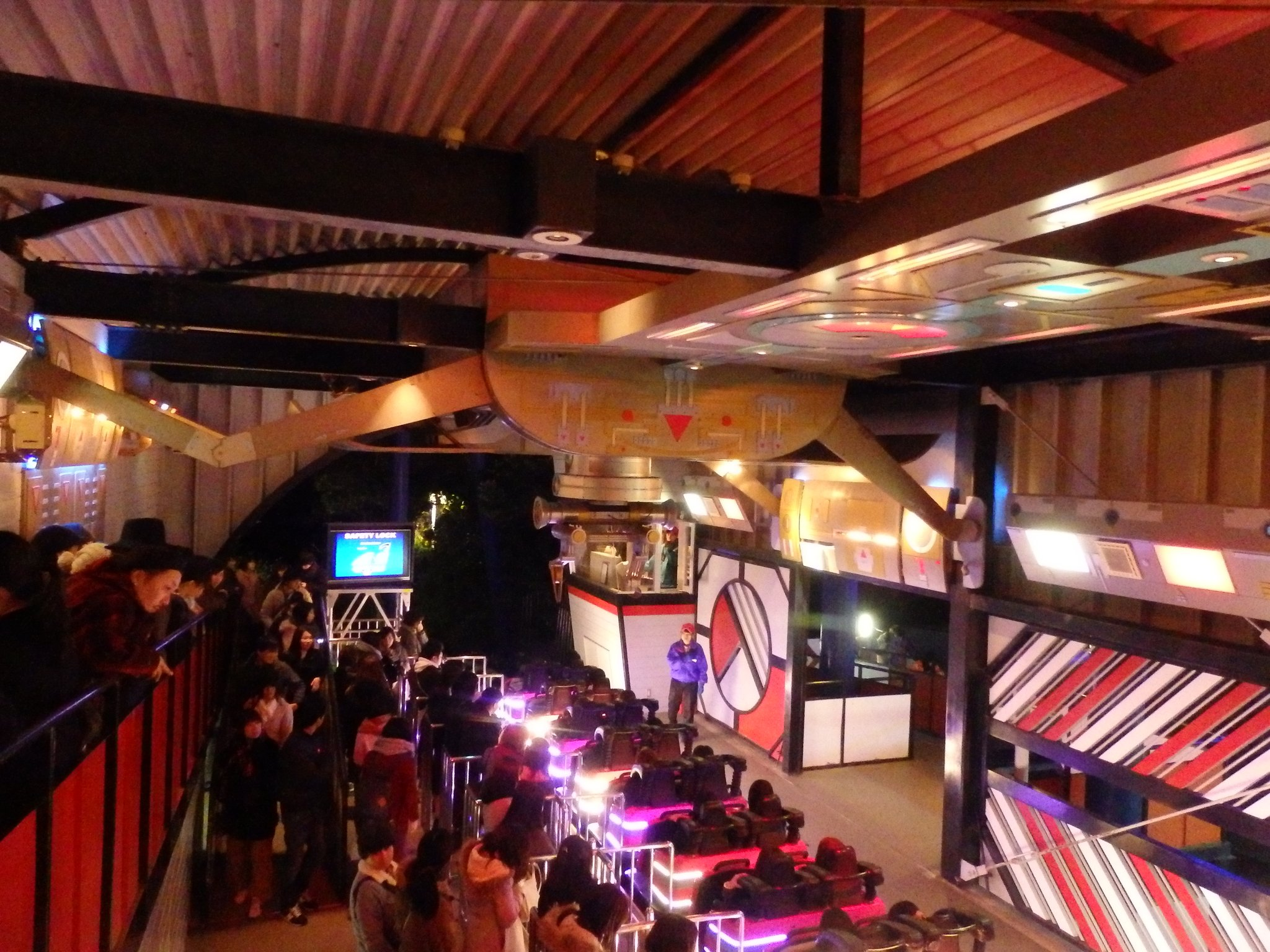
ライトアップされたヴィーナスGP『ルミナス』のホーム

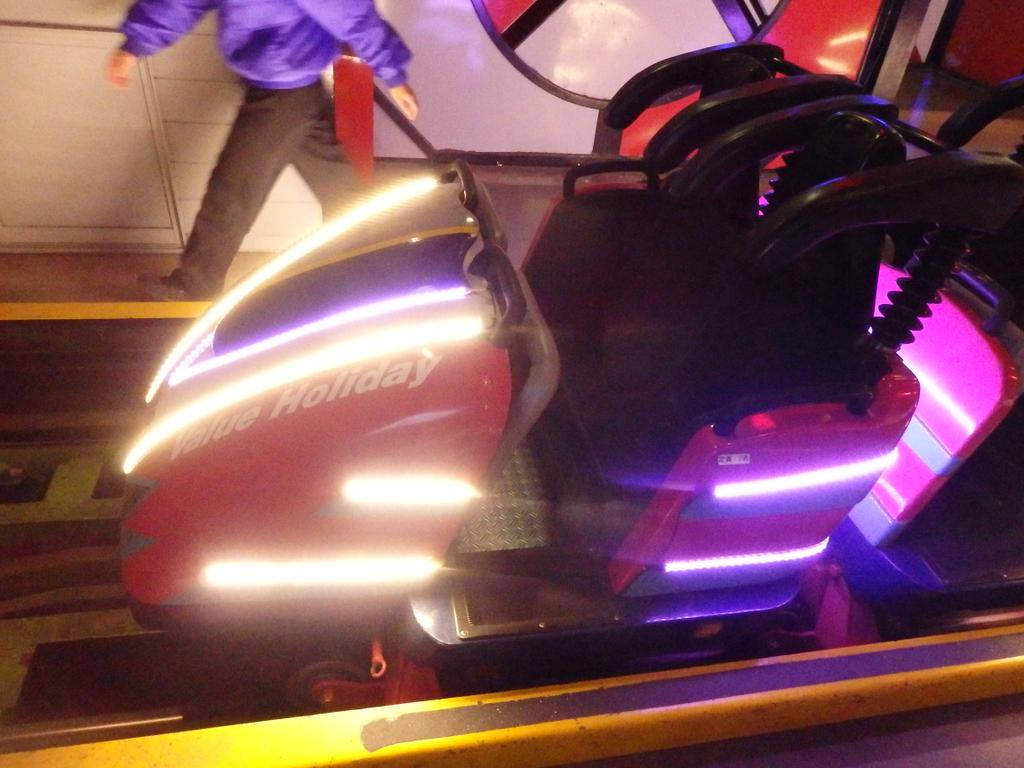
ライトアップされたヴィーナス『ルミナス』の車両

## 概要
「ジェットコースターの神様」とも呼ばれたアントン・シュワルツコフの遺作。スペースワールド時代にはマグナムブースターザターン、タイタンMAXとともに三大コースターと呼ばれていた。冬季夜間営業時には車両及びコースターにライトアップが施され、｢イルミネーション｣の｢ルミ｣と｢ヴィーナス｣の｢ナス｣を取って、「ルミナス」と呼ばれていた。

## 諸元
| 設計             | アントン・シュワルツコフ             |
| 施工             | マウラゾーネ                         |
| 最大時速         | 83 km/h                              |
| コース全長       | 1040 m                               |
| 最高部           | 36 m                                 |
| 最大傾斜角       | 65°                                  |
| 最大バンク       | 95°                                  |
| 最大G            | 5.2 G                                |
| 定員             | 24名（2人乗り12両編成、2台運行可能） |
| 乗車制限         | 身長120 cm以上                       |
| セーフティー装置 | 垂直肩ハーネスおよび逆U字型安全バー  |

## 歴史
1996年、北九州市八幡東区のテーマパーク、スペースワールドに「スパイラル彗星ヴィーナス」の名でオープンした。設計は「コースターの神様」とも呼ばれるドイツのコースター設計者、アントン・シュワルツコフが行った。ヴィーナスはシュワルツコフ社の従来の代表商品である「ルーピングスター」を発展させたもので、狭い敷地に多くのレールを敷き詰め、かなり入り組んだコースとなっているのが特徴的である。コースの色はオープン当初は青緑色であった。2006年12月21日、「ギャラクシーレーサーヴィーナスGP（グランプリ）」としてリニューアルの際、レールの色が従来の青緑色から黄緑色へと塗り替えられた。
2017年12月31日のスペースワールド閉園後には解体工事が行われ、2018年時点ではスペースワールドが属していた加森観光グループ内での再活用策として北海道への移設が検討されていたものの、その後2022年7月16日に加森観光系の姫路セントラルパークに移設開業した。

## コース概要
スタート後は最高部40 mまでの巻き上げが行われる。その後ファーストドロップ。ファーストドロップは中途半端な位置までしか行われず、その最下部はエア・ポケットと呼ばれる。最下部に到着後はすぐさま上昇し、今度はひねりながらのドロップ（シュワルツコフ・ドロップ）を行い、垂直ループ（ループ・ザ・ループ）へ突入する（この時、このコースターでは最大である5.2Gへ達する。また、この垂直ループは国内最大級である）。その後はUスパイラル、バーチカルバンクなどと呼ばれる旋回コースを繰り返し、ゴールに至る。

## 演出
ギャラクシーレーサーヴィーナスGPへのリニューアル後には様々な演出が行われた。
プラットフォームにはこのコースターのコンセプトである「ギャラクシーレースの地球代表選考会」を連想させる効果音が流れる。プラットフォームのゲートオープン時には「Next team, please ride on」とう音声が流れ、スタート時には「Ready? Set, GO!」という音声が流れた。コースター走行中にもプラットフォームにおいて、フジテレビ『F1グランプリ』のテーマ曲に用いられたT-SQUAREの楽曲「TRUTH」を連想させる、レース調のBGMが流れている。
また、このコースターは「宇宙にやさしい駆動システム“NORIDES”を採用している」という設定（後述）があり、このNORIDESはパイロット（乗客）のエンジョイヒューマンパワー（ノリ）を原動力としているという物である。実際の演出としては、コースタースタート前に操作室のクルーが「エネルギーチャージ、ヴィー？」と乗客に問いかけ、それに対して乗客は「ナース！」と返答を行い、その声（ノリ）の大きさによってコースターの速度が変動するというものがあった。声（ノリ）の大きさは「エネルギーチャージ率」という数字で表され、最高で120%である。また、夜間ライトアップ時には「エネルギーチャージ、ヴィー？」の掛け声が「ルミナスチャージ、ヴィー？」に変更されていた。また、クリスマス時にはクルーが｢メリー？｣と問いかけ、乗客が｢クリスマス！｣と返答すると言ったアドリブ的演出も見られた。なお、ヴィーナスGPにおける最高タイムは2017年12月31日におけるスペースワールドでのラストラン時（エネルギーチャージ率120%によるもの）で、走行タイムは測定不能とのアナウンスがあった。